# Laurence Henry Hicks
Pour les articles homonymes, voir Hicks.
Laurence Henry Hicks (1912 - 21 avril 1997) est un chef d'orchestre militaire et compositeur d'origine anglaise. 
Il  émigre en Australie en 1952 après avoir servi pendant la Seconde Guerre mondiale dans le régiment Black Watch de l'armée britannique et les fanfares militaires de la quatrième division blindée canadienne. À partir d'avril 1952, Hicks est le premier directeur musical de la Force aérienne royale australienne (RAAF). Le 1er janvier 1963, il est nommé officier de l'ordre de l'Empire britannique « pour son service en tant que directeur de la musique auprès de la RAAF ». 
En préparation de l'indépendance de Nauru en 1968, Hicks compose la musique de l'hymne national « Nauru Bwiema », dont les paroles sont créées par l'écrivaine nauruane Margaret Hendrie. Il est le chef d'escadron de la fanfare qui se produit le 31 janvier lors de la cérémonie d'indépendance de l'île.

## Biographie
Laurence Hicks est né en 1912 à Londres d'un père clarinettiste dans l'armée britannique,. À 14 ans, il devient membre de l'orchestre des fusillers écossais Cameronian. L'année suivante, il fréquente la Royal Military School of Music, à Kneller Hall, où il prend des cours de clarinette et de violoncelle. Hicks rejoint ensuite les Cameronian en tant que clarinettiste et effectue une tournée en Égypte pendant deux ans, puis en Inde. Il revient ensuite étudier à Kneller Hall où il suit un cursus de chef d'orchestre. Il obtient son diplôme en 1938. Hicks est ensuite affecté au régiment Black Watch où il sert au début de la Seconde Guerre mondiale. De 1940 à 1941, il enseigne les instruments à vent à Kneller Hall. L'année suivante, il forme une fanfare militaire pour l'armée canadienne et, en 1944, participe à l'invasion alliée de l'Europe au sein de la quatrième division blindée canadienne. À la mi-juin 1944, la fanfare du Royal Canadian Ordnance Corps joue en Normandie. Après la guerre, il rejoint le groupe Black Watch et se produit en Inde, en Allemagne, au Danemark, en Suède et en Grande-Bretagne.
En janvier 1951, son orchestre enregistre le Black Watch Military Band (Royal Highland Regiment) Conducted by Bandmaster Laurence H. Hicks, qui comprend une composition de Hicks. Le mois suivant, l'orchestre effectue une tournée en Australie et en Nouvelle-Zélande. En avril 1952, il devient le premier directeur musical de la Royal Australian Air Force (RAAF) et en rétablit la fanfare centrale,. Il recrute de nouveaux membres et conçoit l'uniforme de l'orchestre. En mars 1956, le Central Band répète les hymnes nationaux des pays concourant aux Jeux olympiques d'été  organisés cette année là à Melbourne. Le 1er janvier 1963, Hicks est décoré de l'ordre de l'Empire britannique, « en reconnaissance de son service loyal et précieux » avec la citation « pour son service en tant que directeur de la musique auprès de la RAAF »,.
Dans le cadre des préparations à l'indépendance de Nauru, en 1968, Hicks compose la musique de l'hymne national, « Nauru Bwiema », dont les paroles ont été écrites par l'écrivaine nauruane, Margaret Hendrie. Il est le chef d'escadron de la fanfare centrale de la RAAF qui se produit sur l'île, le 31 janvier, durant la cérémonie d'indépendance.
Vers 1938, Hicks se marie et, en 1956, le couple a trois enfants. Il est décédé en 1997 à l'âge de 84-85 ans et, en 1998, lorsque le Bureau philatélique de Nauru a émis des timbres commémorant la 30e année de l'indépendance, deux d'entre-eux mettent en lumière la contribution de Hicks dans la création de l'hymne national nauruan.